# Irena Paleolog (córka Demetriusza)
Irena Paleolog (XIV w.) – cesarzowa bizantyńska, żona Mateusza Kantakuzena, cesarza bizantyjskiego 1353-1357, despoty Morei 1380-1383. 

## Życiorys
Była córką Demetriusza Paleologa, najmłodszego z synów Andronika II i jego żony Teodory Komneny.  Jej ślub z Mateuszem Kantakuzenem odbył się pod koniec 1340 lub na początku 1341 roku w Tesalonice. Z małżeństwa tego przyszło na świat pięcioro dzieci:
- Jan (ok. 1342- po 1380) – w 1356 roku despota, od 1361 roku na Peloponezie
- Demetriusz (1343/1344-1383/1384) – w 1356 roku sebastokrator, od 1361 roku na Peloponezie, w 1383 podniósł bunt przeciw Teodorowi Paleologowi.
- Teodora (zm. w 1360 lub później) – prawdopodobnie mniszka w klasztorze św. Marty.
- Helena (zm. po 1394) – po 1361 roku wyszła za Luisa Fadrique. W latach 1382–1394 regentka Salony w imieniu małoletniej córki. Zginęła po zdobyciu Salony przez Turków.
- Maria - przed 1365 rokiem wyszła za Jana Laskarysa Kalopherosa